# Шахматни звания
Шахматните звания са доживотни отличия, връчвани от Международната федарация по шахмат.

## Състезателен шахмат
- Гросмайстор (накратко ГМ, понякога се използва международен гросмайстор или МГМ) се присъжда на шахматистите от световна класа. След „световен шампион“, ГМ е най-високото звание, което шахматист може да получи. Преди ФИДЕ да награди шахматист с него, играчът трябва да има ЕЛО рейтинг от най-малко 2500 и постигнати три забележителни резултата (наречени норми) в турнири, включващи участието на други гросмайстори от страни, различни от тази на кандидата. Има също други начини за придобиване на гросмайсторско звание, например ако шахматистът спечели Световното първенство за юноши или девойки до 20 години.
- Международен майстор (накратко ММ). Изискванията са подобни на ГМ, но са занижени. Минималният рейтинг за ММ е 2400.
- ФИДЕ майстор (накратко ФМ) Обикновения начин за получаване на звание ФИДЕ майстор е достигане на ФИДЕ рейтинг от 2300 или повече.
- Кандидат-майстор (накратко КМ) Подобно на ФМ, но с ФИДЕ рейтинг от най-малко 2200.

Всички звания се присъждат както на мъже, така и на жени. Отделни звания при жените, като гросмайстор при жените, също съществуват. Започвайки с Нона Гаприндашвили през 1978 г., броят на жените, спечелили гросмайсторско звание, и повечето от топ десет на шахматистките през 2006 г. са наградени с ГМ звания при мъжете.

## Шахматна композиция
Както при състезателния шахмат, званията международен гросмайстор, международен майстор и ФИДЕ майстор се връчват от ФИДЕ, но чрез Постоянната комисия по шахматна композиция при ФИДЕ. Званията се присъждат на композитори и решавачи, но за разлика от състезателния шахмат, тук несъществуват отделни аналогични звания за жените.

### Композитори
За шахматна композиция званието гросмайстор на ФИДЕ по шахматна композиция е основано през 1959 г., а първите почетно наградени с него са Андре Черон, Арнолдо Елерман, Александър Гербстман, Jan Hartong и Кирил Кипинг. През 1972 г. се награждават първите проблемисти със звание международен майстор по шахматна композиция. През следващите години квалифицирането за ММ звание, както и за ГМ звание (за първи път присъдено през 1972 г. на Хенрик Каспарян, Лев Лошински, Коминс Мансфийлд и Еелте Висерман) и ФМ звание (за пръв път присъдено през 1990 г.) се определя въз основа на броя творби или изследвания, които композиторът е избрал за публикация във ФИДЕ албумите. Тези албуми са колекция от най-добрите проблеми и изследвания в областта на шахматната композиция за конкретен тригодишен период от време и са подбрани от посочени от ФИДЕ съдии. За всеки проблем (творба), публикуван в албум, се присъжда една точка; за всяко изследване се присъжда 1⅔; съвместните композиции се оценяват по същата система, но броят точки се дели между броя композитори. За звание ФИДЕ майстор композиторът трябва да събере 12 точки; за международен майстор – 25 точки и за гросмайстор – 70 точки.

### Решавачи
За решавачите ГМ и ММ званията за първи път са присъдени през 1982 г.; ФМ званието ги последва през 1997 г. ГМ и ММ званията могат само да се придобият чрез участие в официалното световно първенство по решаване на шахматни задачи. За да стане ГМ, решавачът трябва да събере 90% от точките на победителя и да завърши в най-лошия случай три пъти на 10-о място в десет последователни световни първенства. За ММ звание решавачът трябва да събере най-малко 80% от точките на победителя и всеки път да завърши най-малкото на 15-о място при две участия в пет последователни световни първенства; алтернативно, ако спечели едно световно първенство или събере точки, колкото има победителят на едно световно първенство, решавачът ще получи ММ звание. За ФМ звание решавачът трябва да спечели най-малко 75% от точките на победителя и всеки път да завършва в топ 40 на процента участници в две състезания по решаване на задачи, одобрени от Постоянната комисия по шахматна композиция при ФИДЕ.

### Съдии
Званието международен съдия по шахматна композиция се дава на ограничен брой хора, за които се смята, че могат да съдийстват на турнири по шахматна композиция на най-високо ниво.

## Кореспондентски шахмат
В кореспондентския шахмат, за да награждава шахматистите, ФИДЕ, международната федерация по кореспондентски шахмат и националните шахматни организации използват ЕЛО системата, създадена от Арпад Ело. ЕЛО-то е статистическа система, която допуска, че успешното представяне на всеки състезател в партиите му варира в произволни граници. Арпад Ело предполага, че истинското умение на играча е средното равнище на това произволно представяне и демонстрира как да оценяваме тази средна стойност чрез партиите на играча. Британската шахматна федерация реализира предложенията на Ело през 1960 г. и новата система бързо демострира своята справедливост и точност пред по-старите системи за оценяване, използвани дотогава. ФИДЕ я приема през 1970 г.
Международната федерация по кореспондентски шахмат присъжда три звания – международен майстор, старши международен майстор и гросмайстор по коресподентски шахмат, които са еквивалентни на ФИДЕ званията за състезателен шахмат. Международната федерация по кореспондентски шахмат също провежда Световно първенство по кореспондентски шахмат. Тъй като тези състезания продължават с дълъг период от време, те могат да се застъпят. Например, през февруари 2005 г. Joop van Oosterom стана победител в 18-ото световно първенство в тази област (което започва през юни 2003 г.), въпреки че победителят от 17-ото първенство (започнато през март 2002 г.) още не е определен.
|  | Тази страница частично или изцяло представлява превод на страницата Chess titles в Уикипедия на английски. Оригиналният текст, както и този превод, са защитени от Лиценза „Криейтив Комънс – Признание – Споделяне на споделеното“, а за съдържание, създадено преди юни 2009 година – от Лиценза за свободна документация на ГНУ. Прегледайте историята на редакциите на оригиналната страница, както и на преводната страница, за да видите списъка на съавторите. ВАЖНО: Този шаблон се отнася единствено до авторските права върху съдържанието на статията. Добавянето му не отменя изискването да се посочват конкретни източници на твърденията, които да бъдат благонадеждни. |